# Đàn thảo Ecuador
Đàn thảo Ecuador (danh pháp khoa học: Elatine ecuadoriensis) là một loài thực vật có hoa trong họ Elatinaceae. Loài này được Molau mô tả khoa học đầu tiên năm 1983.